# セバスチャン・ナイトの真実の生涯
『セバスチャン・ナイトの真実の生涯』（原題: The Real Life of Sebastian Knight）は、ウラジーミル・ナボコフが初めて英語で書いた長編小説である。1938年の後半から1939年前半にパリで書かれ、1941年に初めて出版された。言語によって真実を伝えることの不可能性をテーマの一つにしており、ポストモダン小説の先駆とも言われている。

## 再出発
『セバスチャン・ナイトの真実の生涯』はナボコフが初めて英語で書いた小説である。パリに借りていたフラットのトイレで、便座の向かいに机代わりの旅行用トランクを置いて慌ただしく書かれた。この作品の前にはＶ・シーリンの筆名を使い、ロシア語で9つの長編を書いていたが、いずれも亡命中の作品で生活は苦しく、異国の地への適応にも常に頭を悩まされていた。本作は、ナボコフが自身の名において発表したという意味でも初めての作品である。1941年にニュー・ディレクションズ・パブリッシングから出版されたが、売れ行きは鈍かった。1959年の『ロリータ』が成功をおさめると、ようやくこの時代の作品にも批評家の注目が集まり、評価されるようになった。

## プロット
語り手であるＶ.は、夭逝した、異母兄であるロシア生まれの英語作家セバスチャン・ナイト（1899年 - 1936年）の伝記執筆に没頭している。語り手は兄と家族の記憶を回想するとともに、セバスチャンのケンブリッジ大学時代の同級生を訪ね、兄の友人や知人へも取材を行う。さらにセバスチャンが書いた本を概説しながら、彼の元秘書であったグッドマンが書いた伝記『セバスチャン・ナイトの悲劇』が間違っていることを証明しようとする。この本は、語り手によれば兄について「ミスリーディング」な視点に立っていて、その真実の生涯からはあまりにかけ離れ、また書かれていないことも多かった。
兄はクレア・ビショップという女性とロマンティックな関係を長く続けた後、亡くなるまでの5年間に別の女性との辛い恋愛を経験したのだと語り手は考える。この最期の女性はロシア人であり、おそらく兄はブラウベルクのホテルで逢いびきをしているはずだった。ここは、セバスチャンが1929年の6月に心臓の病気で倒れてから療養のために過ごしていた場所なのである。この地で出会った、私立探偵を名乗るジルバーマンという男からこの時期にホテルに宿泊していた女性のリストを入手したセバスチャンは、ブラウベルクを離れて、リストに名前があるロシア人女性たちを追跡する。その結果、候補はパリにいるマダム・ド・レチノイとヘレーネ・フォン・グラウンの2人に絞られた。
語り手はマダム・ド・レチノイのもとを訪ねるが、会えたのは元夫のパール・パーリチ・レチノイという男だった。彼はマダム・ド・レチノイのミステリアスな女性像を思い出として語るが、すでに2人は別れており、行先もわからないのだという。そこでヘレーネ・フォン・グラウンを訪ねたが、やはり会うことはできず代わりにその友人ニーナ・ルセール〔ルセール夫人〕と知り合った。彼女からはフォン・グラウンとロシア人男性とのあまり筋のよくない恋愛について聞くことができたので、語り手は探していた女性はフォン・グラウンだったのだと考える。しかし偶然も手伝い、本当はルセール夫人こそがセバスチャンの最後のロマンスの相手だったということを最後には見抜く。実はこのルセール夫人はマダム・ド・レチノイであり、彼女は自分の話をまるでフォン・グラウンの逸話のように語っていたのである。
なんとか兄の最期の日々を再現したいと考える語り手は、1936年に兄から1通の手紙を受け取った時のことを回想する。それは自分が入院するパリ郊外の病院に来てほしいという内容で、そのすぐ後に、彼が危篤であることを知らせる電報も受け取った。紆余曲折を経てようやく病院にたどり着いた語り手は、暗闇のなかで眠る兄の息遣いを聞いて、生前に間に合ったことに胸をなでおろす。しかし看護婦の話によれば、それは別人だった。結局セバスチャン・ナイトは前の晩にすでに亡くなっていたのである。
最後に語り手はセバスチャン・ナイトの生涯を時に彼になりかわって語ってきた自分が彼の分身であり、ひいては彼自身であることをほのめかしてこの小説は終わる。

## 構成
『セバスチャン・ナイトの真実の生涯』は、伝記の体裁をとったメタフィクションであり、ポストモダン小説の先駆けともいえる。語り手から逃げ回るかのような小説家のごく私的な事実について追跡が行われるという意味で探偵小説のパロディでもある。しかしセバスチャン・ナイトの真実の生涯を伝えるというテーマは、語り手が熱心に語っても結局一向に達成されない。それどころか、ジョルジョ・マンガネッリによればこの本では「核心を欠いたまま不在をめぐって紡がれた言葉」が延々と語られている。いずれにせよ第2章が終わる頃には、構想されている当の本は、セバスチャン・ナイトの生涯に関するものではなく、語り手である弟のＶが書こうとしているところのものであることが明らかになる。
本書において真実のセバスチャン・ナイトを知ろうとする過程が入り組んでいるのは、語り手の一人称による探求が様々なカテゴリのテクストとともに重層的に書かれているからである。まずグッドマンによる、よく調べもせずにせかせかと書かれたという伝記がある。彼は語り手から恥ずべき人間と非難されており、その伝記の大部分があまりに単純化した観点から書かれているという。それから、ナイトが書いた小説からの引用を伴った彼自身による「回想録」もある。これはその伝記的な意義について語り手が文体を違えて書いてみせた読解、解説である。最後に、語り手自身によって挿入されるいかにも小説的なテクストがあり、ナイトが文才を発揮した文章と三流の作家が文学的な装置として書いた文章がまったく違うことがわかる。例えば第5章の終わりには「セバスチャン・ナイトのことを話しているのは何者だ？」 という声がケンブリッジ大学の霧の中に響くが、すぐに実は何も起こらなかったと語り手は読者に向けて否定する。同様に、第17章でルーセル夫人のごまかしを見抜いた語り手は、その種明かしを彼女に言うことは自制して代わりにこう書く。「彼女に本書を一冊送ってやろう。そうすれば彼女にも合点がいくであろう」。
このような仕掛けは、「最初に登場する人物も、その他大勢と同じように架空の存在である」という『絶望』で提示されたモチーフの延長である。
一方で読者にとっては、この小説においてナボコフ自身の生涯を追跡することもまた自由である。この小説は彼の伝記的事実をなぞるものでもあるからだ。彼もまたケンブリッジ大学で教育を受けた亡命ロシア人であり、弟のセルゲイとは常に距離を置き、愚かで感情的ないさかいから家族の和を乱してしまった小説家なのである。

## セバスチャン・ナイトの著作
語り手が論じる、ナイトが書いた（架空の）小説は次の通り。
- 『プリズムの刃先』(The Prismatic Bezel) - 最初の長編小説で「探偵小説的な道具立てのふざけたパロディ」[10]。
- 『成功』(Success) - 二番目の長編小説で「二つの人生の軌跡が相交わるようになった正確ないきさつ」をたどっている[11]。
- 『失われた財産』(Lost Property) - 回想録。ナイトの「文学的発見の旅」の「途中で紛失した物や人員の点検」である[12]。
- 『滑稽な山』(The Funny Mountain) - 短編集で『滑稽な山』、『黒衣のアルビノス』、『月の裏側』の三篇を収録している[13]。
- 『疑わしい不死の花』(The Doubtful Asphodel) - 最後の小説。「一人の男が臨終の床に就いている。彼はこの物語の主人公なのだ」[14]、「その男は書物なのである。書物それ自体の息遣いが荒くなったり、消え入るようになったり、書物それ自体がさながら亡霊のように膝を立てたりしているのだ」[15]。